# راشد الحمود الجابر الصباح
الشيخ راشد الحمود الجابر الصباح (1942 - 5 يونيو 2011 )، أمين سر مجلس الأسرة الحاكمة في الكويت.  تخرج من  الأكاديمية العسكرية الملكية في ساندهيرست مع ابن عمه الشيخ فهد الاحمد الجابر الصباح .لديه عدد من المواقف السياسية القوية التي تثير العديد من الآراء على الرغم من إنه لم يعمل بالسياسة قط.

## حياتة الاسرية
متزوج من إبنه عمة الشيخة فريحة الأحمد الجابر الصباح، ولهما من الأبناء:
- الشيخة ريم.
- الشيخ حمود.
- الشيخة بيبي.
- الشيخ أحمد.